# مسجد عبد الله بن عمر (السوسي)
مسجد عبد الله بن عمر (السوسي) في غزة، ويقع المسجد في معسكر الشاطئ غرب قطاع غزة، وتبلغ مساحتهُ حوالي 600 متر مربع، ويتألف المبنى من طابقين، ولقد أفتتح في شهر رمضان عام 1418هـ/1998م.

## هدم الجامع
في تاريخ 9 أكتوبر/تشرين أول 2023، دمرت طائرات الاحتلال الإسرائيلي مسجد السوسي في مخيم الشاطئ، غرب قطاع غزة، ما أدى إلى استشهاد وإصابة عدد من المواطنين المجاورين لهُ.